# Jakub Schedlich
Jakub nebo Jacob Schedlich (březen 1591 v Jáchymově – 29. prosince 1669 tamtéž) byl česko-německý varhanář 17. století a starosta města.
Jeho bratr David Schedlich byl známý hudební skladatel. Otec Andreas byl starostou Jáchymova.
Hudbu studoval v Norimberku u skladatele Hanse Lea Hasslera. Studoval rovněž hru na varhany a jejich konstrukci a opravoval hodinky, což svědčí i o studiu tohoto oboru nebo mechaniky.
V roce 1607 se vrací do Jáchymova jako varhaník, hodinář a kantor. Mimo jiné patřila k jeho úkolům údržba hodin na kostele sv. Jáchyma a hodin na Chlebném trhu. V roce 1619 se stal členem městské rady a měl na starosti záležitosti městských sirotků. V roce 1624 získal jmenování inspektorem a mezi jeho nové povinnosti patřil i dohled nad celníky.
V roce 1625 založil dílnu na výrobu varhan. Tato dílna dosáhla značné proslulosti. Od roku 1633 vykonával úřad starosty města, a to až do své smrti v roce 1669.
Ve své dílně v letech 1625 – 1666 vytvořil řadu varhan pro města v Čechách i v Německu.
- 1625 – Kadaň, Žatec, Chomutov, Radonice, Podbořany, Březno u Chomutova, Geising (Sasko).
- 1626 – Raschau (Sasko), hrad v Lokti, Karlovy Vary.
- 1638 – Cheb, Nejdek, Adorf/Vogtl. (Sasko), Kraslice, České Budějovice, Boží Dar, Hroznětín.
- 1640 – Schleiz (Thüringen).
- 1642 – Plauen (Sasko), Měděnec, Oberwiesenthal (Sasko), Kirchberg (Sasko), Wolkenstein (Sasko), Mildenau (Sasko).
- 1650 – Oelsnitz (Sasko).
- 1652 – Vejprty, Annaberg (Sasko).
- 1656 – Toužim.
- 1661 – Markersbach (Sasko).
- 1666 – Prunéřov.